# 毛里和子
毛里 和子（もうり かずこ、1940年1月19日 - ）は、日本の政治学者（中国政治と外交・東アジアの国際関係）。早稲田大学名誉教授・栄誉フェロー、文化功労者。紫綬褒章受章。
日本国際問題研究所研究員、静岡県立大学国際関係学部教授、横浜市立大学国際文化学部教授、早稲田大学政治経済学部教授、日本現代中国学会理事長などを歴任した。

## 来歴

### 学歴
東京府生まれ。お茶の水女子大学附属高等学校卒業、お茶の水女子大学文教育学部卒業、東京都立大学大学院人文科学研究科修士課程修了。卒業論文では「浙江財閥と蔣介石政権」を、修士論文では「北伐期の武漢国民政府」を書く。

### シンクタンクの研究員として
1965年から1987年まで日本国際問題研究所研究員。現代中国についての資料集『中国共産党史資料集』、『新中国資料集成』を編集した。1978年末中国を初めて訪れ、1981年から1983年まで上海の日本総領事館で初代の専門調査員。「都市部の失業問題と中国政治」のテーマで研究し、上海の研究機関と交流する。

### 政治学者、大学教授として
1987年から1994年まで静岡県立大学国際関係学部教授、1994年から1999年まで横浜市立大学国際文化学部教授を務めた後、1999年から早稲田大学政治経済学部教授。2004年「周縁からの中国 民族問題と国家」で早稲田大学より博士（政治学）の学位を取得。2010年定年退職、早稲田大学名誉教授。2012年早稲田大学栄誉フェロー。2010年から華東師範大学顧問教授を務める。
その間、現代中国研究プロジェクトのリーダーとして、文部科学省科学研究費重点領域研究 現代中国の構造変動（1995～98年）、21世紀COE 現代アジア学の創生（2002～06年）、人間文化研究機構（NIHU）現代中国地域研究拠点連携プログラム（2007年～）を組織した。
2004年－2006年日本現代中国学会理事長。新しい日中関係を考える研究者の会代表幹事。
2017年1月11日、講書始の儀において「当代中国研究――系譜と挑戦」のテーマで進講した。

## 賞歴
- 1995年、『現代中国政治』で毎日新聞社アジア太平洋賞大賞
- 1999年、『周縁からの中国―民族問題と国家』で大平正芳記念賞
- 2006年、『新版・現代中国政治』で櫻田會特別功労賞
- 2007年、『日中関係』で石橋湛山賞
- 2007年、第22回地域研究賞（大同生命国際交流基金会の主宰）
- 2010年、福岡アジア文化賞学術研究賞
- 2010年、国際中国学研究賞（中国国務院新聞弁公室・上海社会科学院の主宰）

## 栄典
- 2003年、紫綬褒章[7]
- 2011年、文化功労者[8]

## 著書

### 単著
- 『中国の議会制度と地方自治――北京市と上海市の場合を中心に』（東京都議会議会局調査部調査課，1988年）
- 『中国とソ連』（岩波新書，1989年）
- 『現代中国政治』（名古屋大学出版会，1993年）
- 『周縁からの中国――民族問題と国家』（東京大学出版会，1998年）
- 『現代中国政治を読む』（山川出版社［世界史リブレット］，1999年）
- 『現代中国政治 ［新版］』（名古屋大学出版会，2004年）
- 『日中関係――戦後から新時代へ』（岩波新書，2006年）
- 『現代中国政治――グローバル・パワーの肖像』（名古屋大学出版会，第3版2012年）
- 『中国政治――習近平時代を読み解く』（山川出版社，2016年）
- 『日中漂流――グローバル・パワーはどこへ向かうか』（岩波新書，2017年）
- 『現代中国外交』（岩波書店, 2018年）
- 『現代中国　内政と外交』（名古屋大学出版会，2021年）

### 共著
- （石井米雄・友田錫・白石隆・木村哲三郎）『アジアの21世紀――対立と協調』（アジア書房，2001年）
- （川島真）『叢書・中国的問題群(12)グローバル中国への道程――外交150年』（岩波書店，2009年）
- （美根慶樹・加藤千洋）『21世紀の中国 政治・社会篇――共産党独裁を揺るがす格差と矛盾の構造』（朝日新聞出版，2012年）

### 編著
- 『現代中国論(1)毛沢東時代の中国』（日本国際問題研究所，1990年）
- 『現代中国論(3)市場経済化の中の中国』（日本国際問題研究所，1995年）
- 『現代中国の構造変動(1)大国中国への視座』（東京大学出版会，2000年）
- 『現代中国の構造変動(7)中華世界――アイデンティティの再編』（東京大学出版会，2001年）

### 共編著
- （岡部達味・佐藤経明）『中国社会主義の再検討』（日本国際問題研究所[国際研究叢書]，1986年）
- （山極晃）『現代中国とソ連』（日本国際問題研究所[国際研究叢書]，1987年）
- （岡部達味）『現代中国論(2)改革・開放時代の中国』（日本国際問題研究所，1991年）
- （国分良成）『原典中国現代史(1)政治 上』（岩波書店，1994年）
- （張蘊嶺）『日中関係をどう構築するか――アジアの共生と協力をめざして』（岩波書店，2004年）
- （森川裕二）『東アジア共同体の構築(4)図説・ネットワーク解析』（岩波書店，2006年）
- （松戸庸子）『陳情――中国社会の底辺から』（東方書店，2012年）
- （園田茂人）『中国問題――キーワードで読み解く』（東京大学出版会，2012年）
- （高原明生・菱田雅晴・村田雄二郎）『共同討議 日中関係なにが問題か――1972年体制の再検証』（岩波書店，2014年）

### 訳書
- （ソ連科学アカデミー極東研究所編著、本庄比佐子共訳）『中国革命とソ連の顧問たち』（日本国際問題研究所[国際問題新書]，1977年）
- （パン・リン著、毛里興三郎共訳）『オールド・シャンハイ 暗黒街の帝王』（東方書店，1987年）
- （毛里興三郎共訳）『ニクソン訪中機密会談録』（名古屋大学出版会，2001年）
- （増田弘共監訳、毛里興三郎・宮城大蔵・佐藤晋訳）『周恩来キッシンジャー機密会談録』（岩波書店，2004年）
- （毛里興三郎共訳）『増補決定版 ニクソン訪中機密会談録』（名古屋大学出版会，2016年）